# Amerikansk småtärna
Amerikansk småtärna (Sternula antillarum) är en huvudsakligen nordamerikansk fågel i familjen måsfåglar inom ordningen vadarfåglar. Endast ett exemplar har med säkerhet setts i Europa. Den minskar i antal, men beståndet anses ändå livskraftigt. Tidigare behandlades den som underart till småtärnan. 

## Utseende och läten
Amerikansk småtärna är mycket lik den europeiska småtärnan och har tidigare behandlats som en underart till denna. Likt småtärnan är den mycket liten, endast 22–24 centimeter lång, med svart hätta, vit undersida, grå ovansida, vit panna och gul näbb med svart spets. De smala vingarna är grå med de två yttersta vingpennorna mörka. Den skiljer sig från småtärnan genom att ha grå stjärt och övergump istället för vit och sitt lite gnissligare läte.

## Utbredning och systematik
Amerikansk småtärna återfinns i Nordamerika och norra Sydamerika. Arten delas in i tre underarter med följande utbredning:
- Sternula antillarum antillarum – förekommer från östra USA, till Honduras, Karibien och Guyana
- Sternula antillarum athalassos – norra Great Plains till Louisiana och Texas
- Sternula antillarum browni – södra Kalifornien till Baja California och västra Mexiko

Amerikansk småtärna betraktades tidigare som en underart till småtärna. De skiljer sig dock något i utseende och läte, liksom genetiskt, där amerikansk småtärna snarare är systerart till den morfologiskt avvikande amazontärna (S. superciliaris).
Endast två exemplar av amerikansk småtärna har setts i Europa. En och samma hane besökte återkommande Rye Harbour i östra Sussex, Storbritannien, mellan 1983 och 1992. En hane noterades också i en småtärnekoloni vid irländska Portraine juni–augusti 2019, under några dagar i slutet av juli även vid Baltray i grevskapet Louth.

### Släktestillhörighet
Tärnorna i Sternula fördes tidigare till Sterna men DNA-studier visar att de är avlägset släkt, varför de numera urskiljs i ett eget släkte.

## Ekologi
Amerikansk småtärna återfinns vid sjöar, floder och flodmynningar. Den livnär sig huvudsakligen av fiskyngel, räkor, havslevande maskar samt ibland flygmyror och andra insekter. Den födosöker främst genom att ryttla och sedan dyka från upp till tio meters höjd. Häckningssäsongen inleds från april till mitten av juni. Den häckar på öde sandstränder, men också på platser som parkeringar och tak, i kolonier från fem till 200 par.

## Status och hot
Arten har ett stort utbredningsområde och en stor population som dock minskar, dock inte tillräckligt kraftigt för att den ska betraktas som hotad. IUCN kategoriserar därför arten som livskraftig (LC).

## Namn
Amerikanska småtärnans vetenskapliga artnamn antillarum syftar på ögruppen Antillerna i Västindien. På svenska har den även kallats dvärgtärna.